# Колфонтен
Колфонтен (на френски: Colfontaine) е селище в Югозападна Белгия, окръг Монс на провинция Ено. Населението му е около 20 000 души (2006).